# Río Grande o Piedra Parada
Río Grande o Piedra Parada (kurz Río Grande oder auch Piedra Parada) ist eine Stadt mit ca. 15.500 Einwohnern in der Gemeinde (municipio) Villa de Tututepec de Melchor Ocampo mit insgesamt ca. 50.000 Einwohnern im Zentrum des mexikanischen Bundesstaats Oaxaca.

## Lage
Die Stadt Río Grande o Piedra Parada liegt am Fluss Río Grande etwa 8 km (Fahrtstrecke) nördlich der Pazifikküste in einer Höhe von ca. 37 m. Bis nach Oaxaca, der Hauptstadt des Bundesstaates, sind es knapp 250 km; der Urlaubsort Puerto Escondido ist ca. 50 km in südöstlicher Richtung entfernt. Das Klima ist meist schwülwarm; Regen (ca. 2000 mm/Jahr) fällt nahezu ausschließlich in den Sommermonaten.

## Bevölkerungsentwicklung
| Jahr      | 2000   | 2020   |
| Einwohner | 12.249 | 15.373 |

Die zum Teil aus dem Umland zugewanderten Bewohner des Ortes (zumeist Chatinos, einer Stammesgruppe der Zapoteken mit eigener Sprache), aber auch Spanisch wird gesprochen.

## Wirtschaft
Auf den Feldern werden Mais, Bohnen, Gemüse angebaut, doch steht die Viehzucht (ganadería) im Vordergrund; in der Stadt selbst gibt es mehrere kleine Handwerksbetriebe und Geschäfte sowie diverse Dienstleistungseinrichtungen des Bank-, Schul- und Gesundheitswesens.

## Geschichte
Das Alter des Ortes ist unbekannt, doch wurden auf dem Gemeindegebiet künstlich aufgeschüttete Plattformen aus der Zeit des 5. bis 12. Jahrhunderts entdeckt; die Chatinos dominierten die Region ab etwa 500 v. Chr., bekamen jedoch Konkurrenz durch die aus dem Norden eingewanderten Mixteken. Im Anschluss an die Eroberung des Aztekenreichs durch die spanischen Konquistadoren unter Hernán Cortés (1519–1521) eroberte dieser auch das Tal von Oaxaca, doch blieben die umliegenden Bergregionen und die Pazifikküste lange Zeit außerhalb des Interesses der Spanier.

## Sehenswürdigkeiten
- Die Stadt hat ein geradlinig verlaufendes Straßennetz aus jüngerer Zeit.

Umgebung
- Ausflüge in die Küstenlagunen mit ihrer reichen Pflanzen- und Vogelwelt bieten sich an.